# Jödde i Göljaryd

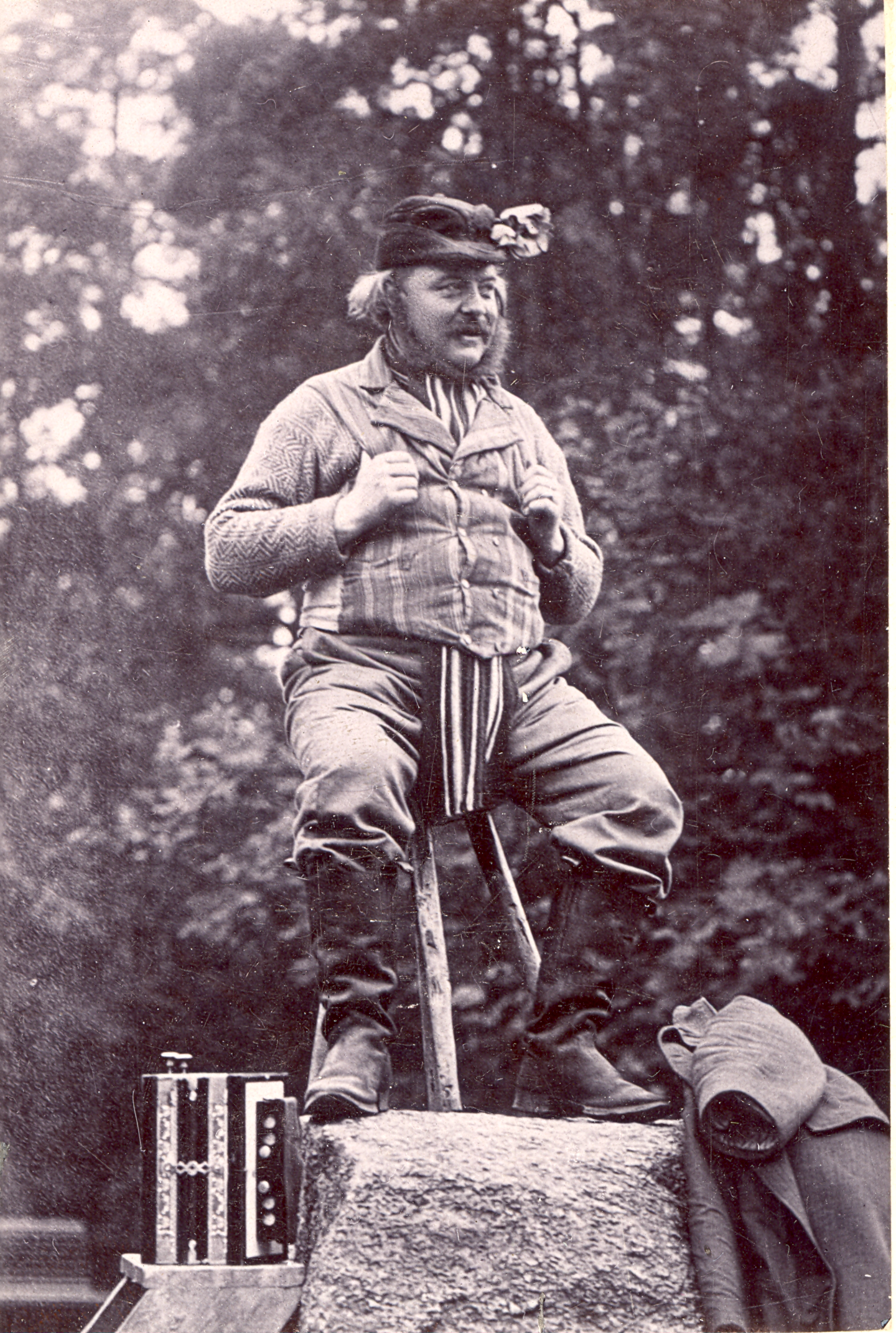
Jödde i Göljaryd på "Jöddes sten".

Jödde i Göljaryd (artistnamn för Carl Petter Rosén), född 12 februari 1855 i Hjälmseryd i nuvarande Sävsjö kommun, död 25 januari 1900 i Stockholm, var en svensk bondkomiker.
Han är berömd för sin sten, Jöddes sten vid Bollnässtugan på Skansen, på vilken han uppträdde. År 1893 uppträdde han för första gången på Skansen, anställd av Artur Hazelius, med allehanda berättelser och små anekdoter, ofta på småländska, och med "bonniga" visor med lantlig anknytning.
Jödde i Göljaryd har kommit att kallas "den svenska bondkomikens fader".

## Biografi
Rosén föddes i Bodatorp, Hjälmseryds socken, i norra Småland som son till en folkskollärare. Han avlade studentexamen vid Jönköpings högre allmänna läroverk 1877, och kom året därefter till Uppsala universitet för prästutbildning. Han var dock mer intresserad av naturvetenskap, och efter studier vid Filipstads bergsskola blev han 1886 bergsingenjör. Rosén var även intresserad av landsmål, och reste runt i Sverige och nedtecknade texter till visor, historier och berättelser. Dessa började han senare själv framföra, oftast på småländskan från sin hembygd. Han blev snart känd, och började då använda artistnamnet "Jödde i Göljaryd". Artur Hazelius anställde honom år 1893, och han fick en egen "estrad" på Skansen där han uppträdde med ackompanjemang av dragspel. Under vintrarna reste han ut på turnéer, och han blev då känd och populär i hela Sverige. Vid sin död efterlämnade han ett stort antal nedtecknade visor och berättelser. Han är begravd på Norra begravningsplatsen i Solna.